# Darsgärde

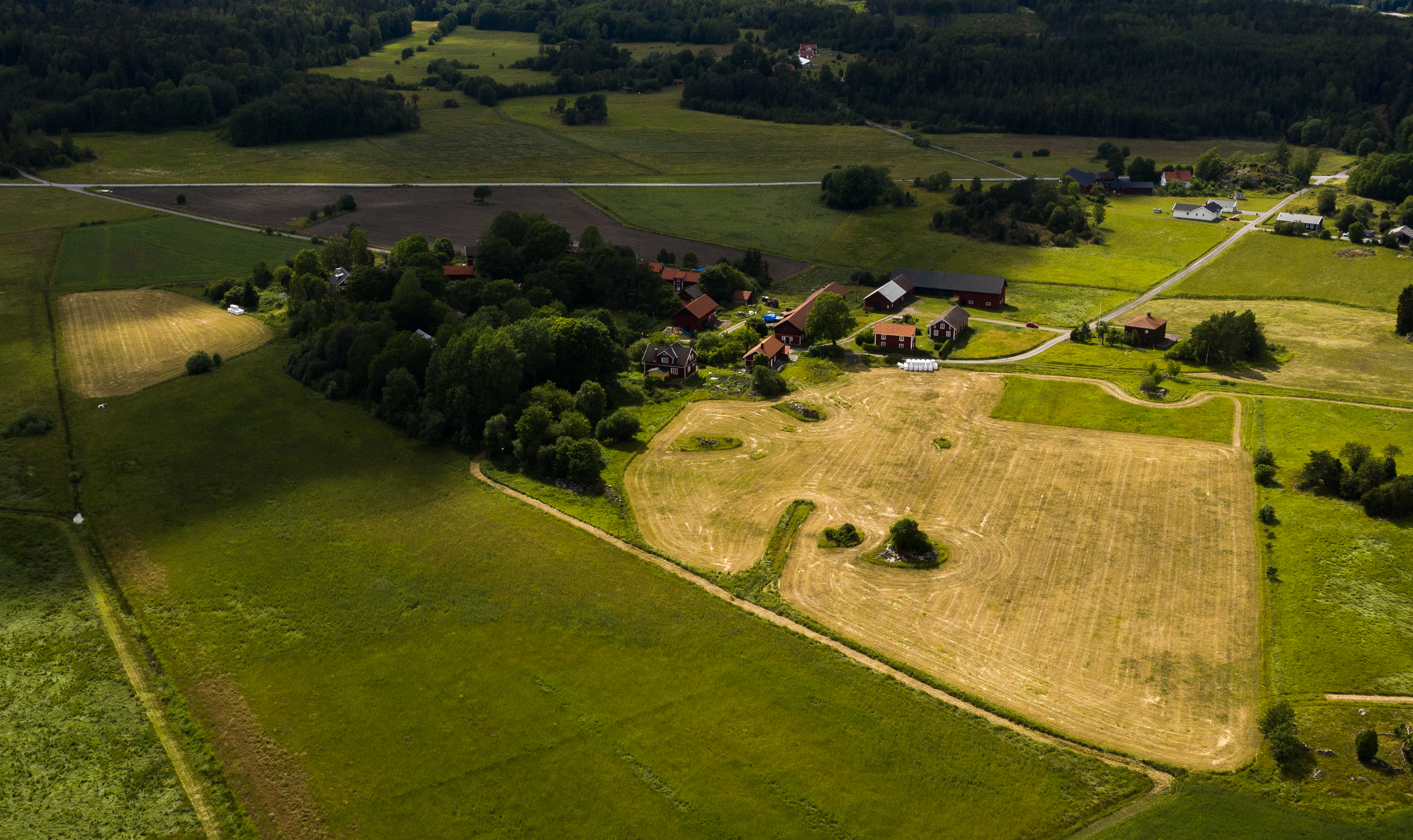
I förgrunden Darsgärde by. Upp till höger i bild syns Gammelbyn, idag en ensam gård belägen intill Rialavägen. Bortom Rialavägen, en bit upp mot skogen syns ett par hus i Nybyn. Både Gammelbyn och Nybyn ligger i Darsgärde.

Darsgärde är en by belägen i Skederids socken söder om Finsta i Norrtälje kommun, östra Uppland.

## Fornlämningar
I Darsgärde finns flera gravfält och två fornborgar. 

### Hamnbrinken
Åren 1957–1960 företogs omfattande arkeologiska utgrävningar under ledning av Björn Ambrosiani på Hamnbrinken, en 45 meter hög bergshöjd. Anledningen till utgrävningen var att dåvarande Vägverket avsåg att spränga ut en sandficka inuti berget, med en lucka högst upp (innanför fornborgens mur) för påfyllning av sand med lastbil. Detta innebar även att en väg- med tillhörande vändplan anlades högst uppe på bergshöjden, detta bland annat genom att gräva och spränga bort en del av fornborgens mur och berget därunder. Dagens ingång till fornborgen är alltså inte den ursprungliga utan där Vägverket placerade bilvägen. Den ursprungliga ingången är placerad längre norrut i fornborgens mur. På 1990-talet återställdes delar av området genom att bergrummet och vändplanen fylldes igen med jordmassor. Den gamla porten in till sandfickan nere vid Rialavägen fylldes även igen. 

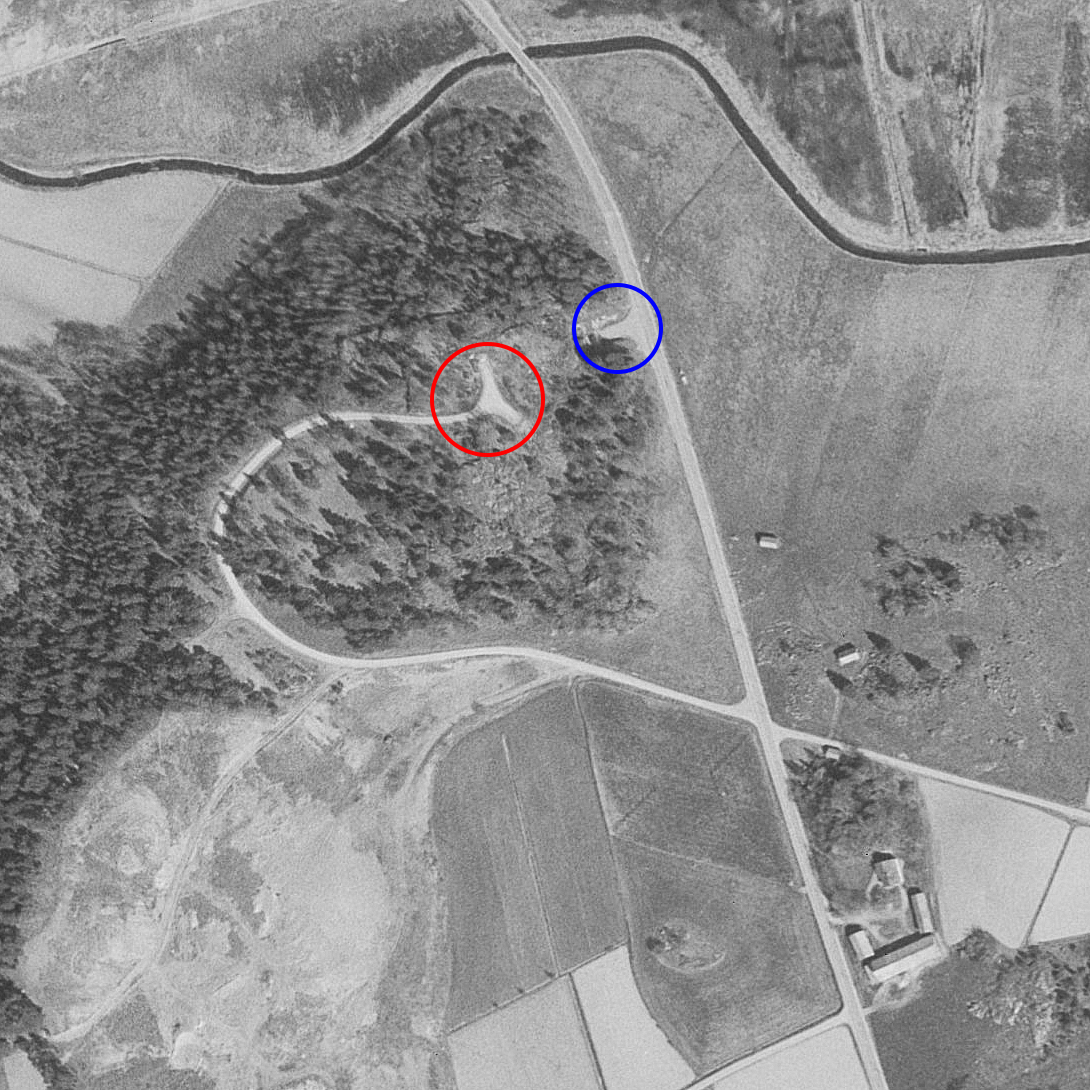
Hamnbrinken på 1960-talet. Vägverkets bilväg, vändplan (röd cirkel), och öppning till bergrummet nere vid Rialavägen (blå cirkel). Högst upp i bild syns Vretaån, gården nere till höger i bild är Gammelbyn.

Gravfälten vid Hamnbrinken är från järnålderns äldre del. De ligger nära eller intill husgrundsterrasser från samma tid.
Fornborgen är från folkvandringstiden och var en befäst gård. Här finns en mängd husgrunder. Bland annat har man funnit ett bostadshus och många uthus. Vid utgrävningarna fann man också spår av en timmerkonstruktion inne i borgen och ett torn vid ingången. Borgen är cirka 100 x 95 meter stor. I söder och öster stupar berget närmast lodrätt, i norr tämligen brant och i väster något svagare sluttning. Den omgärdas av två stenvallar. Det mesta tyder på att borgen brändes ner.
Ett undre lager hade rester av en boplats från bronsålderns slut. Här hittades keramik med tydlig östlig influens samt rester av bronsgjutning. Man har även funnit herdestavsnålar av järn. Dessa återfanns på husterrasserna vid gravfälten. Även dessa hade östlig influens.
Darsgärdekomplexet har stor betydelse för förståelsen av såväl de bebyggelsehistoriska förhållandena som kulturkontakterna i östra Uppland under bronsåldern samt järnåldern.
Området har sedan 1990-talet betats av nötkreatur och får. 

### Sjöhagen
I mitten av 1990-talet utfördes nya arkeologiska utgrävningar, denna gång vid Lindes i södra Darsgärde. Anledningen var anläggandet av en ny sträckning av E18 mellan Söderhall och Rösa. I samband med detta gjordes Riksantikvarieämbetet uppmärksamma på en mindre fornborg eller vallanläggning belägen vid Sjöhagen, intill sjön Huvan i sydvästra Darsgärde. Fornlämningen dokumenterades för första gången 1996-09-05 av Riksantikvarieämbetet och består av en ring med större (ca 1 meter) kantiga stenar placerade högst upp på en mindre bergshöjd.

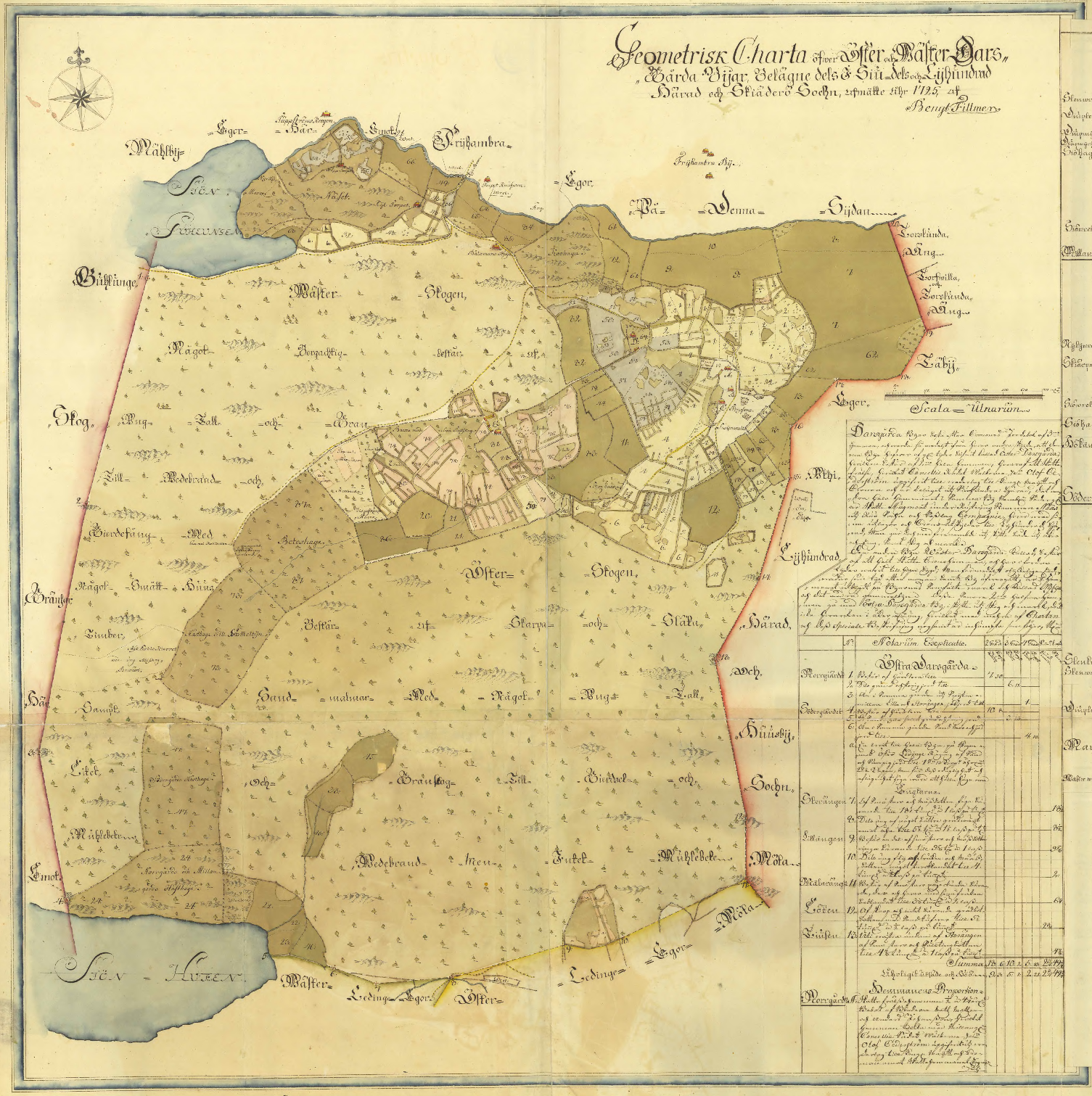
En karta över Darsgärde från 1795. Gullungesjön i övre vänstra delen av kartan existerar inte längre.